# 페데리고 엔리퀘스
아브라모 줄리오 움베르토 페데리고 엔리퀘스(이탈리아어: Abramo Giulio Umberto Federigo Enriques, 1871년 1월 5일~1946년 6월 14일)는 이탈리아의 수학자다. 그는 대수적 곡면을 최초로 분류하였으며 이는 오늘날 엔리퀘스-고다이라 분류(Enriques-Kodaira classification)로 알려져 있다. 대수기하학의 이탈리아 학파(Italian school)의 주요 인물이다.

## 생애
이탈리아 리보르노의 포르투갈계 유대인 가정에서 태어났고, 피사에서 자랐다. 볼로냐 대학교와 로마 라 사피엔차 대학교에서 가르쳤다. 이탈리아에 베니토 무솔리니의 파시즘 정권이 들어서 반유대주의적 정책을 펴, 1938년에 유대인이 교수직을 갖는 것을 금지하였다. 이 때문에 엔리퀘스는 강제로 해고당하였고, 제2차 세계 대전 중 유대인 학생들을 위한 비밀 학교에서 가르쳤다.
1944년에 파시즘 정권이 몰락하자 다시 로마 라 사피엔차 대학교로 복귀하였다.

## 참고 문헌
- O’Connor, John J.; Robertson, Edmund F. “Abramo Giulio Umberto Federigo Enriques”. 《MacTutor History of Mathematics Archive》 (영어). 세인트앤드루스 대학교.
- “Federigo Enriques”. 《수학 계보 프로젝트》 (영어). 미국 수학회.
- “Federigo Enriques (1871 – 1946)”. 《Lettera Matematica Pristem》 (이탈리아어). Università Commerciale Luigi Bocconi. 2004년 11월 1일에 원본 문서에서 보존된 문서. 2013년 4월 24일에 확인함.